# Михайло Тиша
Михайло Тиша (пом. 1648—1658) — український військовий та державний діяч, полковник Волинського (Звягельського) козацького полку.

## Життєпис
Напередодні 1648 року Михайло Тиша був кушніром у місті Звягель. При появі на Волині українського війська у 1648 році Тиша зібрав у Звягелі полк народного ополчення з міщан та жителів прилеглих сіл, яке в липні здобуло міський замок та костел. Далі полк Михайла Тиші підпорядкував собі села Богате, Великий Молодьків, Пилиповичі та Ярунь (нині села Звягельського району Житомирської області). Слідом за тим Тиша організував кілька вдалих рейдів 1648—1649 рр. углиб Волинського воєводства, у тому числі і до Луцька і 1 вересня 1648 року здобув його. Здобував і утримував Михайло Тиша Остріг, Рівне, Клевань, Олику.
Під час походу 1648 року Богдана Хмельницького до Замостя був звягельським сотником Волинського (Звягельського) полку.
У лютому 1649 року Михайло Тиша став волинським (звягельським) полковником, заслуживши на той час довіру українського уряду. Під час наступу польських військ 1649 року Тиша очолив оборону Звягеля в червні 1649 року. Проте місто довелося залишити й полк Михайла Тиші відступив на з'єднання з головним українським військом, що рухалося на Збараж. Учасник Збаразької облоги в ранзі козацького полковника.

## Вшанування пам'яті
У місті Звягель існує вулиця Михайла Тиші.
14 жовтня 2021 року Президент України присвоїв почесні найменування військовим частинам Збройних Сил України.
54 окремий розвідувальний батальйон Сухопутних військ Збройних Сил України, відповідно Указу №419/2021 від 23 серпня 2021 року, отримав почесне найменування «імені гетьмана Михайла Тиші».